# Ubuntu Christian Edition
Ubuntu Christian Edition (známá také jako Ubuntu CE) je Linuxová distribuce určená pro křesťany, založená na Ubuntu. Ubuntu Christian Edition obsahuje svobodný software a je tedy volně ke stažení.

## Vlastnosti
Nejnovější verze 6 je založena na Ubuntu 9.10 Karmic Koala a obsahuje software GnomeSword pro studování Bible, již předkonfigurovaný nástroj pro filtrování obsahu webových stránek DansGuardian, styl Firefoxu Bible Fox, Virtual Rosary, Bible Verse Memorizer, biblický studijní software E-sword podobný GnomeSwordu, ale běžící pod Wine.

## Kritika
Od svého vydání v červenci 2006 je Ubuntu CE pod vlnou kritiky komunity Ubuntu. Nejčastější důvody kritiky:
- CE není samostatná distribuce, protože pouze přidává do Ubuntu další balíčky, které se dají do Ubuntu snadno stáhnout.
- Slovo „Ubuntu“ značí komunitu, přičemž zaměření distribuce jen na specifickou skupinu lidí je opakem této filozofie.

Někteří členové komunity Ubuntu vydali jako reakci na Christian Edition vlastní Ubuntu Satanic Edition, což má být parodie na křesťanskou verzi.